# قرة لر (غرمخان)
قرة لر (بالفارسية: قره‌لر) هي قرية تقع في إيران في قسم غرمخان الريفي.